# SN 2005hn
SN 2005hn – supernowa typu Ia odkryta 23 września 2005 roku w galaktyce A215704-0013. W momencie odkrycia miała maksymalną jasność 23,00m.